# Приключение «Посейдона»
«Приключение „Посейдона“» (англ. The Poseidon Adventure) — американский фильм-катастрофа, поставленный режиссёром Рональдом Нимом по одноимённой книге Пола Гэллико (1969). Фильм получил две премии «Оскар».

## Сюжет
Океанский лайнер «Посейдон» во время трансатлантического круиза из Нью-Йорка в Афины терпит бедствие в открытом океане. Безответственный представитель судоходной компании, не позаботившейся о своевременном ремонте судна, настойчиво требует от капитана увеличить скорость, проигнорировав поступившее по радио предупреждение о землетрясении близ Крита.
Сестра и брат Шелби едут в Европу к родному отцу. В то время как модница Сьюзен наряжается для рождественской вечеринки, увлечённый техникой юный Робин упорно рвётся в машинное отделение, где старший механик обещал показать ему устройство двигателя. Но вместо этого ему приходится пойти с сестрой на праздничную проповедь эксцентричного священника Фрэнка Скотта.
Пока беззаботные пассажиры первого класса шумно отмечают Рождество в обеденном салоне, внезапно нахлынувшая волна стремительно опрокидывает огромный корабль. Перегруженный лайнер переворачивается вверх килем, после чего участники торжества падают вверх тормашками, при этом многие из них гибнут или получают тяжёлые травмы, придавленные мебелью и пр. Большинство остальных людей на борту тонет в первые же минуты, а отсеки судна постепенно заливает вода, в результате чего оно медленно погружается в пучину. Оставшихся в живых сначала охватывает паника, а затем они разделяются на группы, старающиеся через воздушные мешки самостоятельно найти путь наверх. В результате пассивности или несогласованности действий погибает ещё несколько десятков пассажиров.
Лишь небольшая группа из десяти смельчаков во главе с решительным отцом Скоттом, включая полицейского Майка Рого с женой, пожилую чету торговцев Розен, юных Сьюзен и Робина Шелби, певицу Нонни Пэрри, галантерейщика Джеймса Мартина и стюарда Эйкрса, своевременно покинув пиршественный зал на верхней палубе, упорно пробирается к днищу корабля, чтобы попытаться выбраться наружу и спастись. Буквально чудом пройдя через лабиринт коридоров, тоннелей и вентиляционных шахт, горстка отважных добирается до судовой машины — к тоннелю вала гребного винта. При этом раненый Эйркс тонет, сорвавшись с лестницы внутри дымовой трубы, Белл Розен, спасая застрявшего под водой пастора, умирает от разрыва сердца, а супруга Майка Линда нечаянно падает с мостика в горящее топливо. После чего преподобному Скотту приходится пожертвовать собственной жизнью, чтобы открыть выжившим спасительный путь к свободе.
Выбравшись в тоннель гребного вала, оставшиеся в живых слышат наконец спасительный шум снаружи, и после ответного стука с их стороны спасатели разрезают автогеном обшивку, извлекая на поверхность и сажая в вертолёт последних шестерых пассажиров злосчастного «Посейдона».

## В ролях
| Актёр              | Роль                         |
| ------------------ | ---------------------------- |
| Джин Хэкмен        | преподобный Фрэнк Скотт      |
| Эрнест Боргнайн    | детектив-лейтенант Майк Рого |
| Ред Баттонс        | галантерейщик Джеймс Мартин  |
| Кэрол Линли        | певица Нонни Пэрри           |
| Родди Макдауэлл    | стюард Эйкрс                 |
| Стелла Стивенс     | Линда Рого                   |
| Шелли Уинтерс      | Белл Розен                   |
| Джек Альбертсон    | Мэнни Розен                  |
| Памелла Сью Мартин | Сьюзен Шелби                 |
| Артур О’Коннелл    | отец Джон                    |
| Эрик Ши            | юный Робин Шелби             |
| Лесли Нильсен      | капитан Гаррис               |
| Джон Кроуфорд      | старший механик              |
| Шейла Аллен        | медсестра Джина Роу          |
| Боб Хастингс       | Конферансье                  |

## Производство
Согласно заявлению в заключительных титрах, частично местом съёмок послужил 310-метровый океанский лайнер «Куин Мэри» 1934 года постройки, к этому времени списанный и находившийся в сухом доке в бухте Лонг-Бич (Калифорния). Именно круиз на этом лайнере в 1937 году послужил писателю Полу Гэллико вдохновением для написания романа «Приключение „Посейдона“». Поскольку само судно было уже не на ходу, для съёмок также использовалась плавающая модель корабля.

## Награды
В 1973 году фильм удостоился двух премий «Оскар»:
- в номинации «Лучшая оригинальная песня» за написанную специально для него песню «The Morning After»;
- в номинации «Особые достижения» за лучшие визуальные эффекты.

## Ремейки и сиквелы
В 1979 году продюсер фильма Ирвин Аллен выступил в качестве режиссёра фильма «Пленники «Посейдона»», поставленного как продолжение фильма «Приключение „Посейдона“».
Аналогичная катастрофа в прямых отсылках и аналогиях была показана также в мыльной опере Аарона Спеллинга: «Сансет Бич» — в 20-серийном мини-цикле сериала в июле 1998 года.
В 2005 году вышел двухсерийный телевизионный фильм «Приключения „Посейдона“», снятый как вольный ремейк и сочетающий в себе как сюжет одноименного фильма 1972 года, так и его сиквела 1979 года.
Официальный ремейк оригинального фильма 1972 года вышел в 2006 году под названием «Посейдон», но сюжет его имеет ещё большие расхождения с оригиналом.

## В культуре
В стихотворении американского поэта Д. А. Пауэлла «утро вломилось в мою опрокинутую каюту…» (англ. morning broke on my cabin inverted.) катастрофа «Посейдона» использована как метафора эпидемии СПИДа в США.